# Historia del surf

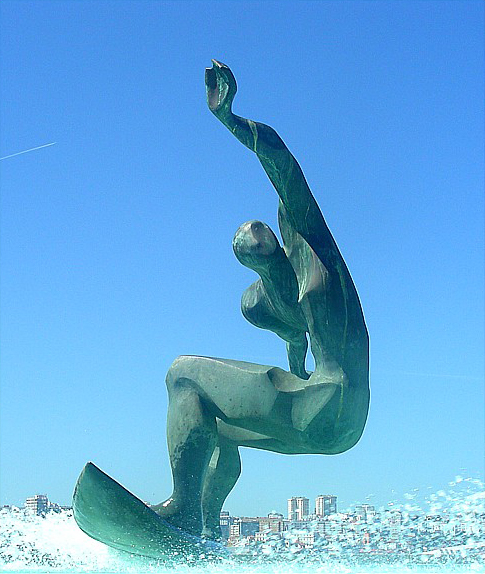
Surf. Escultura en el paseo marítimo de La Coruña, España.

La historia del surf es difícil de rastrear en lo relativo a sus orígenes, puesto que no hay documentos escritos nativos que la atestigüen. A pesar de ello se conservan diversos testimonios de antiguos viajeros europeos que observaron el arte de deslizarse sobre la superficie del agua. Con la aparición del surf moderno y su extensión por el mundo ya se puede reconstruir la historia contemporánea del surf. Actualmente se practica el surf en casi todo el mundo, aunque las industrias más boyantes de tablas y complementos tienen sus sedes en Australia, Europa del Sur (mayoritariamente España y Francia) y Estados Unidos.
De igual manera las legendarias tablas de madera continúan siendo elaboradas por surfistas entusiastas de conservar la esencia del surf, tallándolas en diferentes tipos de madera, como Acacia, Balsa (América y el Caribe), Paulownia (Asia), Ishipingo (Sudamérica) o Caoba (América) entre otras con características de ligereza, dureza y resistencia al agua

## El caballito de totora

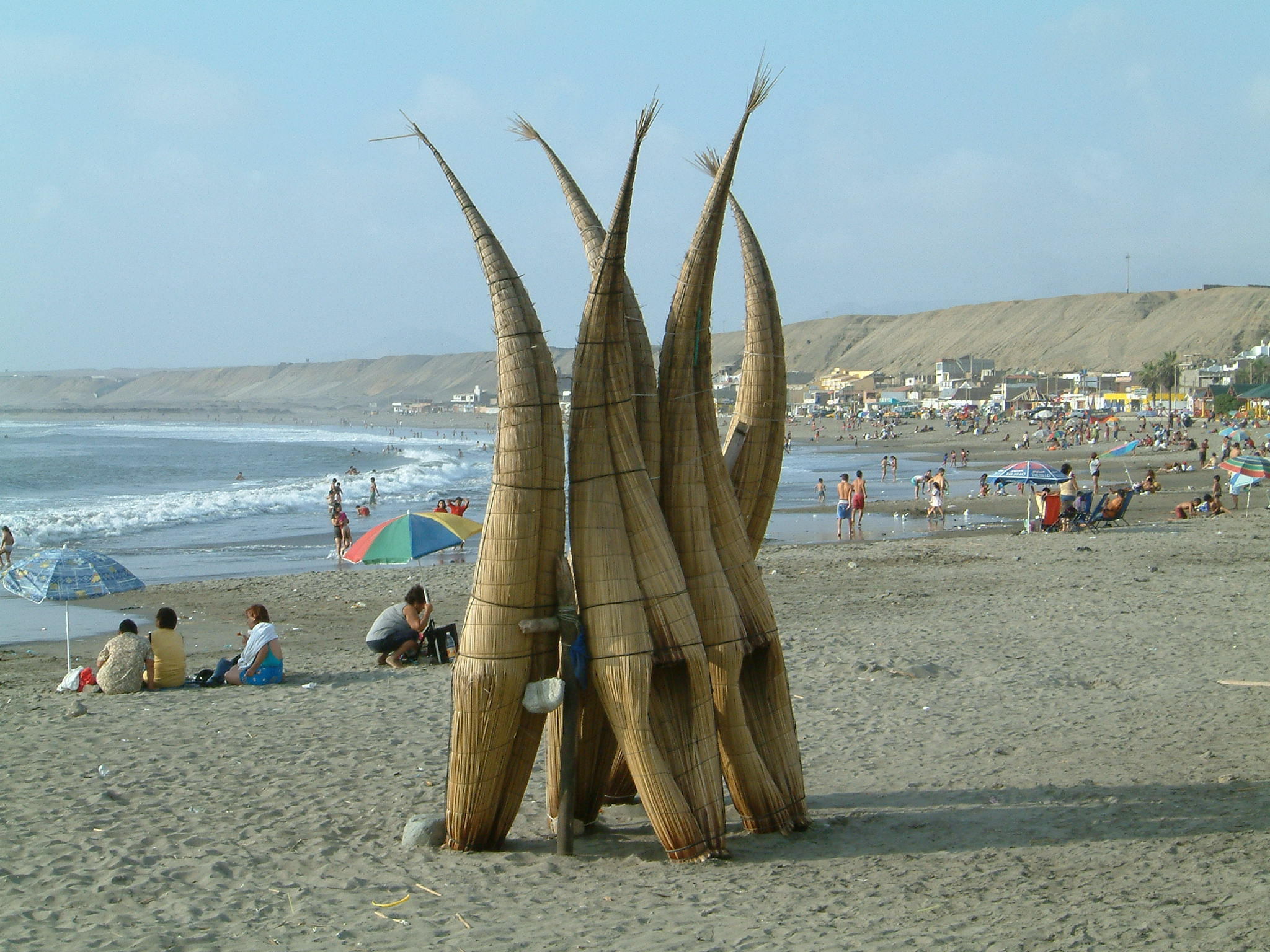
Caballitos de totora en Huanchaco.

Un caballito de totora es una embarcación construida con tallos y hojas de totora (Scirpus californicus). Está diseñado para transportar a un navegante durante las faenas de pesca marina en el Perú y lacustre en Bolivia y el Perú.
El caballo terrenal es una embarcación para pesca artesanal, que lleva a un tripulante que va sentado dentro de una cavidad, utilizando un remo hecho de caña o bambú. Ciertamente pueden ponerse de pie y dejar que el caballito de totora surque las olas en dirección a la orilla, pero es imposible realizar piruetas con ella. 
Un Caballito de Totora cuando absorbe el agua pesa más de 100 kilos, miden alrededor de 8 y 9 pies y tienen un volumen inmaniobrable. El caballito de totora puede ser usado como elemento recreativo. Es una herramienta de trabajo, de pesca y en verano es una embarcación para llevar a turistas, que van sentados a recorrer el mar de Huanchaco, cobrando 10 soles el paseo. 
No obstante en del siglo XVI, de Fray José de Acosta, antropólogo y jesuita español que hizo importantes observaciones científicas en el campo de la antropología y las ciencias naturales, escribió en su Historia natural y moral de las Indias (publicada en Sevilla en 1590) que los indígenas de Perú eran "cosa de gran recreación. Porque eran muchos y cada uno en su balsilla caballero o sentado a porfía cortando las olas del mar, que es bravo allí donde pescan, parecían los tritones o neptunos, que pintan sobre el agua."

## Hawái
El arte de deslizarse sobre la superficie del agua, llamado he'enalu en la lengua hawaiana, fue observado por la tripulación del Capitán Cook en Hawái, en 1767. El jefe (kahuna), quien la mayor habilidad en he'enalu, tenía la mejor tabla hecha de la madera del mejor árbol. A la clase noble, además, se les reservaba las mejores playas, en las que las clases más bajas tenía prohibido surfear, aunque podían ganar prestigio surfeando en tablas muy pesadas.
Así, James King, al mando después de la muerte del capitán Cook a manos indígenas, escribió en su diario de a bordo: "Uno de sus entretenimientos más comunes lo realizan en el agua, cuando el mar está crecido, y las olas rompen en la costa. Los hombres, entre 20 y 30, se dirigen mar adentro sorteando las olas; se colocan tumbados sobre una plancha ovalada aproximadamente de su misma altura y ancho, mantienen sus piernas unidas en lo alto y usan sus brazos para guiar la plancha. Esperan un tiempo hasta que llegan las olas más grandes, entonces todos a la vez reman con sus brazos para permanecer en lo alto de la ola, y esta los impulsa con una velocidad impresionante".

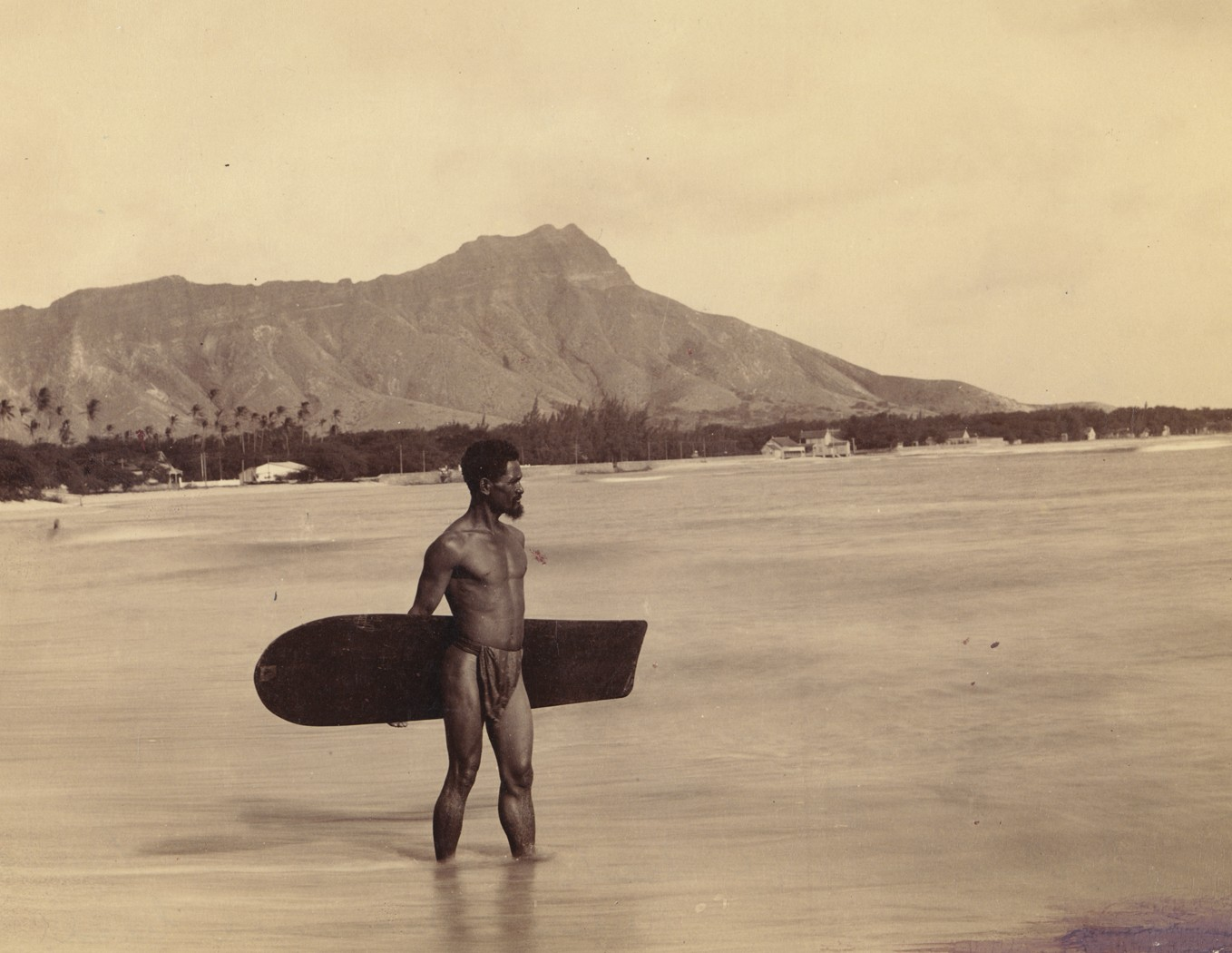
Surfista con una tabla "Alaia" hecha en madera de Acacia koa

Con la llegada de misioneros escoceses y alemanes en 1821, se prohibieron diversas tradiciones polinesias, incluyendo el surf, por considerarlo inmoral. A la llegada del siglo XX, el surf había desaparecido casi por completo. Sólo un reducido número de hawaianos continuaron el arte de la fabricación de tablas y de surfear las olas.
Artículo aparecido en periódico "The Irish Standard" el 18/07/1891, original en inglés traducido por "translate.google.es" de la siguiente página:
"https://chroniclingamerica.loc.gov/lccn/sn90059959/1891-07-18/ed-1/seq-6/"
"Cómo se divierten los isleños hawaianos en los Breakers. Un pasatiempo curioso que está de moda entre los nativos de las islas hawaianas, y que antes era más popular que ahora, es el surf. En opinión de un colaborador del Journal of American FolkLore, la dificultad del logro ha sido exagerada. Lo describe así: seis hombres firmes se reunieron en la playa de una pequeña cala, llevando consigo sus preciosas tablas de surf. Estas tablas, en hawaiano, "tablas de deslizamiento de olas", están hechas de la madera del árbol frutal del pan. Tienen ocho o nueve pies de largo, quince o veinte pulgadas de ancho, bastante delgados, redondeados en cada extremo y cuidadosamente alisados. A veces se tiñen de negro, con frecuencia se frotan con aceite de coco y se conservan con mucho cuidado, a veces se envuelven en paños. Los niños usan tablas más pequeñas. Sumergiéndose en el oleaje más cercano, los nativos alcanzan la línea externa de rompedores y, viendo su oportunidad, se tumban sobre el tablero. El más experto entre ellos se arrodilló. Justo cuando una ola alta estaba a punto de romper sobre ellos, empujaron hacia el frente frente a los peinadores. Las olas que corrían aparentemente siempre estaban a punto de sumergir al jinete; pero a menos que ocurriera algún contratiempo, lo empujaron hacia adelante rápidamente en la playa o en aguas poco profundas. En un surf alto es un deporte emocionante y exige habilidad y experiencia. Unos días más tarde, mi anfitrión, quien es bastante experto, me inició en los misterios del surf. Aprendí el principio y creo que la práctica solo es necesaria para adquirir cierta habilidad. Para la persona acostumbrada a bañarse en surf, el proceso es mucho menos difícil de lo que generalmente se representa. 

Algunos lugares ancestrales usados para la práctica de surf, como la Bahía Kahaluu y la Bahía Holualoa son frecuentados en la actualidad.

## Aparición del surf moderno

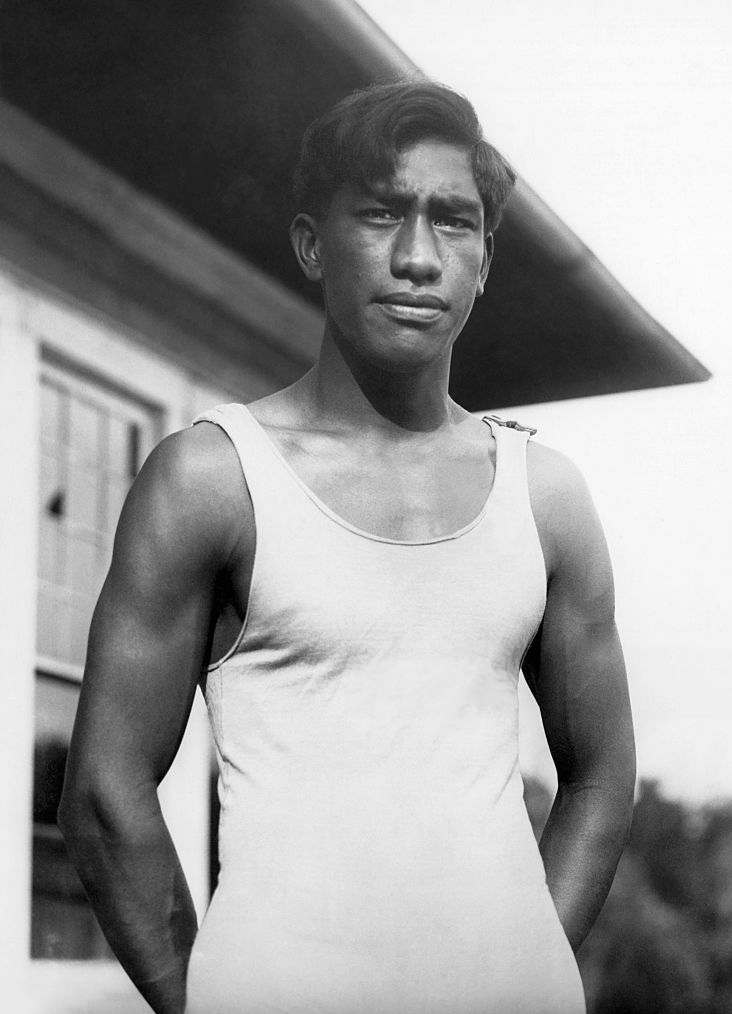
Duke Kahanamoku, postal de 1915

A principios del siglo XX, un grupo descendientes de antiguos reyes hawaianos retomaron su costumbre ancestral de remontar olas con planchas de madera en la playa de Waikiki. En este grupo, destacaba Duke Kahanamoku, conocido por ser el "padre del surf moderno".
El desarrollo del surf se centró principalmente en cuatro lugares: Hawái, Australia, California y Perú. Hasta los años 60 del siglo XX, había unos pocos practicantes de surf en estas áreas. Fue el estreno de la película Gidget (1959) lo que dio al surf su inmensa popularidad, haciendo que pasase de ser una cultura underground a una moda casi nacional. Otras películas de Serie-B y música surfera como los Beach Boys hicieron omnipresente la cultura surf en California.
A las primeras tablas usadas a principios los años 60 (conocidas como longboards o tablones) se fueron añadiendo las shortboards (en español conocidas como pinchos) de los años 70 y 80, llegando los pinchos a ser mayoritariamente usados por los surfistas en los años 90, debido a sus características dentro del agua que se fueron popularizando.

## Expansión en Estados Unidos
En 1907, George Freeth llegó a California desde Hawái, para hacer una exhibición de surf y promocionar la inauguración del trayecto ferroviario Los Ángeles-Redondo-Huntington.
El surf en la costa Este de Estados Unidos comenzó en Virginia Beach en 1912. James Matthias Jordan Jr. cautivó a los locales surfeando en una tabla de Sequoia sempervirens de 2,7 metros y 50 kg de peso.
Desde entonces, Virginia Beach ha sido uno de los centros del surf en la costa Este de Estados Unidos y alberga los campeonatos East Coast Surfing Championships.
A finales de los años 60, California era el centro de atención de todos los practicantes de surf de Estados Unidos en particular y del resto de surfistas del mundo en general.

## Expansión en Australia
El surf llegó a Australia por primera vez de manos de Duke Kahanamoku en 1914, quien surfeó en Australia por primera vez en Freshwater, Sídney. La tabla que construyó Duke Kahanamoku de un árbol local, al más puro estilo hawaiano, se conserva en el Freshwater Surf Life Saving Clug, en Sídney.

## Expansión en Europa
Hasta el momento las dos primeras tablas de las que se tienen referencias en Europa, son las que trajo en 1914 Ignacio de Arana, cónsul español en Hawái, pero por el momento no se ha hallado prueba de que las usara en Europa. Además de esas dos tablas, trajo consigo un ejemplar del primer libro de surf de la historia, del que hoy solo quedan cinco ejemplares en el mundo. Aunque el salto del surf a Europa como deporte ocurre en el año 1959, cuando Peter Viertel, escritor y marido de la actriz Deborah Kerr surfeó por primera vez en las costas de Francia en Biarritz.
De ahí la práctica del surf se fue extendiendo por todo el litoral cantábrico, llegando el sur de Europa posteriormente a ser conocido en todo el mundo gracias al surf en las playas de Cantabria, País Vasco, Canarias, Galicia y Asturias en España, y Biarritz y la zona de las Landas en Francia.

## Expansión en España
En España el surf comenzó entre 1963 y 1965 en diferentes puntos de la península, casi al mismo tiempo y espontáneamente, sin tener contacto unos núcleos con otros: Asturias (1963), Cádiz (1964), Guipúzcoa (1964), Vizcaya (1964), Cantabria (1965). Aproximadamente en 1968 comenzó el surf en Canarias a practicarse de forma asidua entre los isleños.
En Málaga, pionera del Mediterráneo español, el surf comenzó en 1970 a través de la figura de Pepe Almoguera, en el barrio marinero de Pedregalejo, cuando se fabricó su propia tabla. Desde entonces, otros jóvenes del barrio se les fueron uniendo, como Francisco Soria, Javier Gabernet, Rafael García, Carlos Sauco, Pepi Almoguera, los hermanos Toño y Paco Gutiérrez Espejo, Joaquín Fernández-de las Alas, y otros varios que formaron en 1974 el primer club activo de surf del Mediterráneo español: el Málaga Surfing Club.
En Las Palmas de Gran Canaria se inició la práctica de este deporte aproximadamente en 1968 y fue en esta isla donde se creó el primer Club de Surf de todo el archipiélago, en 1973, el Club Guanarteme. En Las Palmas de GC se puede practicar surf durante cualquier temporada del año, pero desde noviembre a finales de marzo las olas pueden alcanzar hasta 4.5 metros de altura. Las playas o Spots para la práctica del surf son las siguientes: Playa de Las Canteras, concretamente el Spot de La Cícer y la ola de Lloret única en las Islas Canarias; Playa de Alcaravaneras; El Confital; Playa de San Cristóbal; y Playa de La Laja.
La revista Airberlin Magazin publicó un amplio reportaje el pasado mes de septiembre de 2012 en el que calificaba a Las Palmas de Gran Canaria como el Hawái del Atlántico
En el Principado de Asturias existe una gran tradición surfera, las playas del Principado tiene unas condiciones óptimas para la práctica de este deporte, concretamente en las localidades costeras Tapia de Casariego, Navia, Luarca, San Juan de La Arena, Salinas, Luanco, Candas, Gijón, Villaviciosa (Rodiles), Colunga, Ribadesella o Llanes.
Cantabria, de renombre internacional son conocidos Liencres, Somo, Loredo, Los Locos, El Brusco, Santa Marina, Ajo, San Vicente de la Barquera, Langre, Berria, Sardinero, Noja y Laredo. La costa de Cantabria se divide en 11 zonas con 36 sitios para surfear.
En el País Vasco la cultura de surf está muy enraizada, esta es una región en la que sobre todo en la época estival, sus playas son el escenario perfecto y las posibilidades son muchas y variadas, en función del nivel. Destacamos cuatro grandes zonas: zona Sopelana, zona Mundaka, zona Zarautz; y zona San Sebastián.
En Galicia, es la playa de Pantín, situada a 20 km de Ferrol la playa insignia para la práctica de este deporte. Destaca también la playa de Doniños (Ferrol), Río Sieira (Porto do Son), playa de Montalvo y playa de La Lanzada (Sangenjo), playa de Razo (Carballo) y playa de Patos (Nigrán).
La ola de Mundaca es una de las olas de izquierdas más famosas del mundo, (desde el año 1998 hasta 2009 se celebró en Mundaka el Billabong Pro Mundaka, prueba puntuable para el ASP World Tour).